# Entyloma dahliae

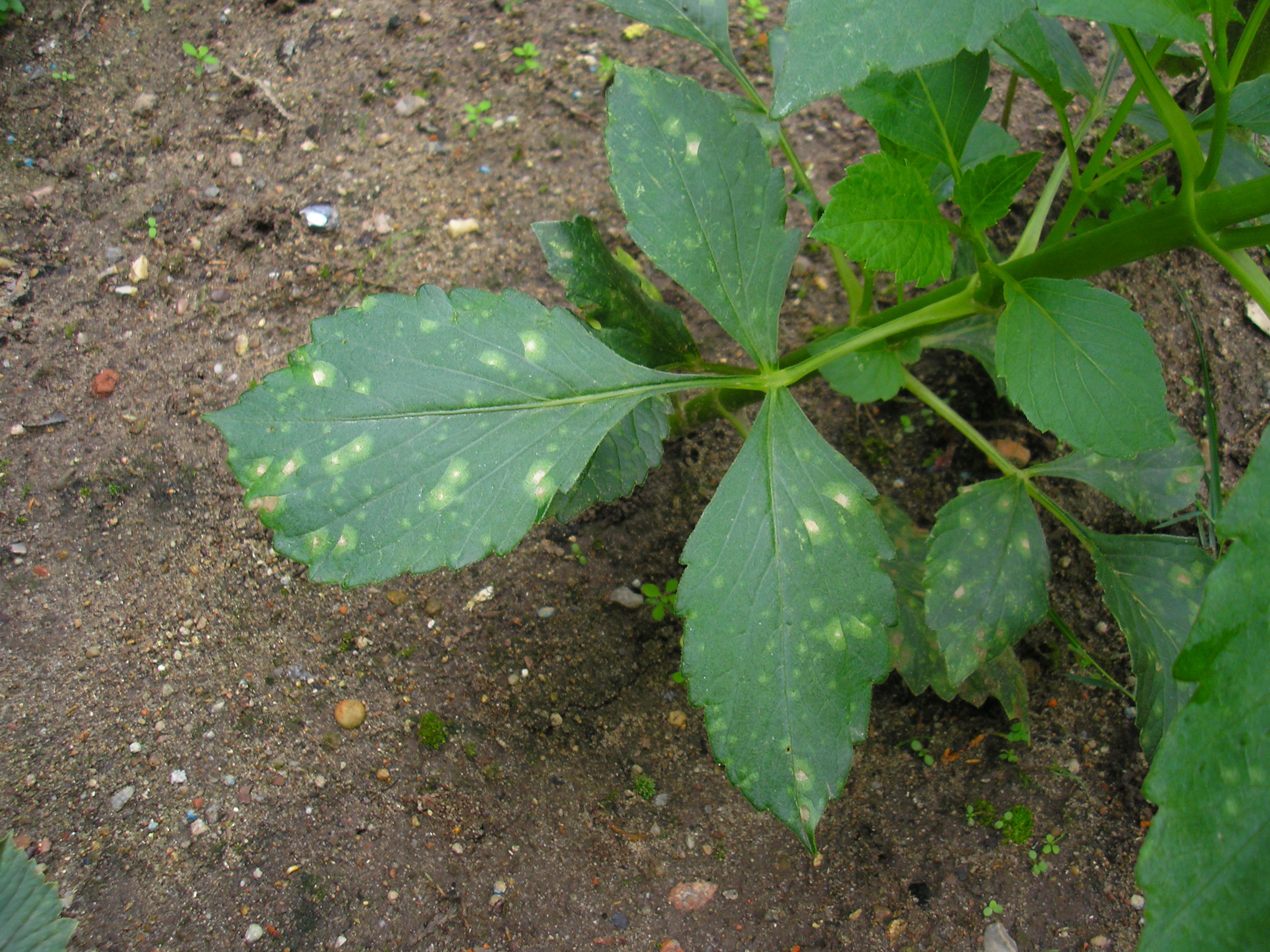
Porażone liście dalii

Entyloma dahliae Syd. & P. Syd. – gatunek podstawczaków należący do rodziny Entylomataceae. Grzyb mikroskopijny, pasożyt dalii, wywołujący u nich chorobę o nazwie głownia dalii.

## Systematyka
Pozycja w klasyfikacji według Index Fungorum: Entyloma, Entylomataceae, Entylomatales, Exobasidiomycetidae, Exobasidiomycetes, Ustilaginomycotina, Basidiomycota, Fungi.
Po raz pierwszy opisali go w 1912 r. Hans Sydow i Paul Sydow. Synonimy:
- Entyloma calendulae f. dahliae (Syd. & P. Syd.) Viégas 1944
- Entyloma dahliae Cif. 1924
- Entylomella dahliae Cif. ex Boerema & Hamers 1990[3].

## Morfologia i rozwój
Na porażonych liściach dalii powoduje powstawanie okrągłych, eliptycznych lub kanciastych plam o średnicy do 1 cm, początkowo bladych, później brązowych i ulegających nekrozie. Czasami sąsiednie plamy zlewają się z sobą. W obrębie plam powstają ustilospory, kuliste do wielokątnych, szkliste, prawie bezbarwne do jasnożółtych, o średnicy 8-14 µm, z dwuwarstwową ścianką o grubości 1-3 µm, gładkie. Konidia zwykle tworzą się na grzybni na powierzchniach plam, są szkliste, różnej wielkości i kształtu, ale najczęściej 10-25 × 2-3,3 µm.
Entyloma dahliae dokonuje infekcji roślin w glebie. Zimują jego ustilospory w glebie na szczątkach roślin. Nie rozprzestrzenia się przez nasiona ani bulwy, chociaż możliwe jest rozprzestrzenianie przez glebę przyczepioną do bulw. Dojrzałe ustilospory mogą pozostawać żywotne przez długi czas po wyschnięciu. Konidia przyczyniają się do rozprzestrzeniania się w okresie wegetacji dokonując infekcji wtórnych.

## Występowanie
Gatunek szeroko rozpowszechniony. Występuje w Europie, w tym w Finlandii i Szwecji, Afryce, Ameryce Północnej (USA), Ameryce Środkowej i Południowej (Argentyna, Brazylia, Kolumbia, Salwador, Gwatemala, Jamajka, Wenezuela), Azji (Birma, Indie, Indonezja, Izrael, Japonia, Malezja, Nepal, Pakistan, Sri Lanka, Papua-Nowa Gwinea), Australii i Nowej Zelandii. Występuje także w Polsce.
Pasożyt jednodomowy. Monofag, jego żywicielami są: Dahlia variabilis, Dahlia coccinia, Dahlia pinnata i uprawiana dalia zmienna.